# Treize (revue)
Pour les articles homonymes, voir 13 (homonymie).
Treize est une revue culturelle québécoise produite pour et par des lesbiennes.
La revue Treize est fondée en octobre 1984, elle sera publiée jusqu'en 2000, avant de faire une courte renaissance au Colloque sur la visibilité lesbienne, d'Interligne en 2005. En 2008, la revue cesse définitivement sa production avec la parution de son 65ᵉ numéro.
Malgré quelques pauses temporelles, initialement, la revue Treize était publiée mensuellement, puis bimestriellement, vers la fin, elle était distribuée quadrimestriellement (une fois tous les quatre mois).

## Histoire

### Ça s'attrape!!
La revue Treize est en filiation directe avec Ça s'attrape!!, laquelle est née de la section Lesbienne entre nous de la revue Le Berdache.
Dans les années 1980, les lesbiennes de la revue Le Berdache travaillent ensemble dans la production d'articles sur les lesbiennes au sein de la revue qui était davantage destiné aux hommes gais.
À la suite de troubles organisationnels et financiers, le groupe de femmes décident de quitter la revue Le Berdache et de fonder une revue mensuelle gratuite intitulée Ça s'attrape!! en septembre 1982. La revue sera d'ailleurs lancée lors de la première édition de la Journée de Visibilité Lesbienne à Montréal en octobre 1982, (alors appelée la Journée d'Inter-Actions Lesbiennes).
Après deux ans à publier Ça s'attrape!! (1982-1984), les lesbiennes décident de fonder la revue Treize en octobre 1984, parmi les raisons de ce choix, on cite notamment que la mensuelle gratuite Ça s'attrape!! présentait un plus grand fardeau fiscal et un format tabloid difficile à gérer.

### Les débuts deTreize
Le tout premier numéro de Treize (octobre 1984) est identifié comme étant le vol. 3, n°3 de la revue, car il reprend la numérotation de la mensuelle Ça s'attrape!!, dont il se veut la succession.
L'idée derrière le nom Treize, explique la Collective (sic), est par «gout du défi, [car] c'est un nom qui ne suggérera pas une orientation idéologique particulière», mais aussi parce que «treize lesbiennes qui se parlent valent mieux qu’une lesbienne qui se culpabilise». Il s'avère également que ce « chiffre prend ses sources dans les rituels de sorcellerie. C'est le chiffre de la marginalisation, du dérangement [et] de la rupture: le douze est rond [et] complet, treize rompt l'uniformité, il inquiète (le mythe de 13 à table)».
À l'origine, les premiers numéros produits par la Collective (sic) fondatrice de cinq lesbiennes étaient constitués d'une quinzaine ou d'une vingtaine de pages brochées ensemble et vendus au prix de 2$.
À part un changement de couleur à chacun des numéros, les couvertures restent les mêmes. À cette époque, le nombre d'exemplaires fluctue selon les ventes et le tirage est bimensuel, à l'exception des trois premiers numéros qui furent distribués mensuellement.

### L'enrichissement de la revue
Au fil des années, le contenu s'enrichit et le nombre de pages double. Avec l'arrivée des premières couvertures illustrées de photographies dès septembre 1987, celles-ci seront désormais différentes à chaque numéro et les prix augmenteront graduellement de 2,25$ (1987) à 7$ (2008).
Le premier dossier thématique arrive en juin 1989, la formule persistera sur plusieurs numéros, on retrouvera notamment des dossiers sur: les Journées d’Inter-Actions Lesbiennes (avril 1990), la maternité (juin 1990), les spiritualités (automne 1991), le racisme (hiver 1992), les métiers non traditionnels (printemps 1993), la sexualité (automne 1994), la violence conjugale (automne 1995), la ménopause (automne 1996) ou encore le Réseau des lesbiennes du Québec (printemps 1997), pour ne citer que ceux-ci.

### Le tournant des années 1990
Ce tournant est marqué par les apports de l'infographie et de l'informatique au sein de la revue, améliorant par la même occasion la présentation graphique et la structuration des contenus. La revue, qui sera dès lors imprimée par des professionnels, gagne en crédibilité grâce à sa longévité, à une époque où l'effervescence de l'âge d'or lesbien montréalais s'atténue graduellement (fermeture de l'École Giflord).

### L'essoufflement
Plusieurs pauses dans la parution témoigneront de l'essoufflement de l'équipe de Treize dans ses dernières années de fonctionnement. On compte notamment des suspensions de parution de plusieurs mois entre les années 1998 et 2000, s'ensuivra une importante pause de près de 5 ans entre l'automne 2000 et le printemps 2005. Enfin, la courte renaissance de la revue en 2005 sera suivie d'autres pauses subséquentes entre 2006 et 2008.
Enfin, c'est dans le dernier numéro, paru en automne 2008, que la Collective (sic), dit avoir du mal à faire vivre la revue qui tient d'une équipe bénévole. On craint aussi l'impact concurrentiel d'Internet, plus dynamique que la revue qui revêt encore des articles en noir et blanc. L'équipe aspire alors faire un seul numéro par an, plus volumineux et plus travaillé, avec le projet de passer à des articles en couleur.